# Mel Sterland
Mel Sterland, né le 1er octobre 1961 à Sheffield (Angleterre), est un footballeur anglais, qui évoluait au poste d'arrière droit à Sheffield Wednesday et en équipe d'Angleterre.
Sterland n'a marqué aucun but lors de son unique sélection avec l'équipe d'Angleterre en 1988.

## Carrière
- 1978-1988 : Sheffield Wednesday
- 1988-1989 : Rangers FC
- 1989-1994 : Leeds United
- 1994-1996 : Boston United  [1]

## Palmarès

### En équipe nationale
- 1 sélection et 0 but avec l'équipe d'Angleterre en 1988.

### Avec les Glasgow Rangers
- Vainqueur du Championnat d'Écosse de football en 1989.

### Avec Leeds United
- Vainqueur du Championnat d'Angleterre de football en 1992.
- Vainqueur du Championnat d'Angleterre de football D2 en 1990.
- Vainqueur du Charity Shield en 1992.